# Classe Rhein

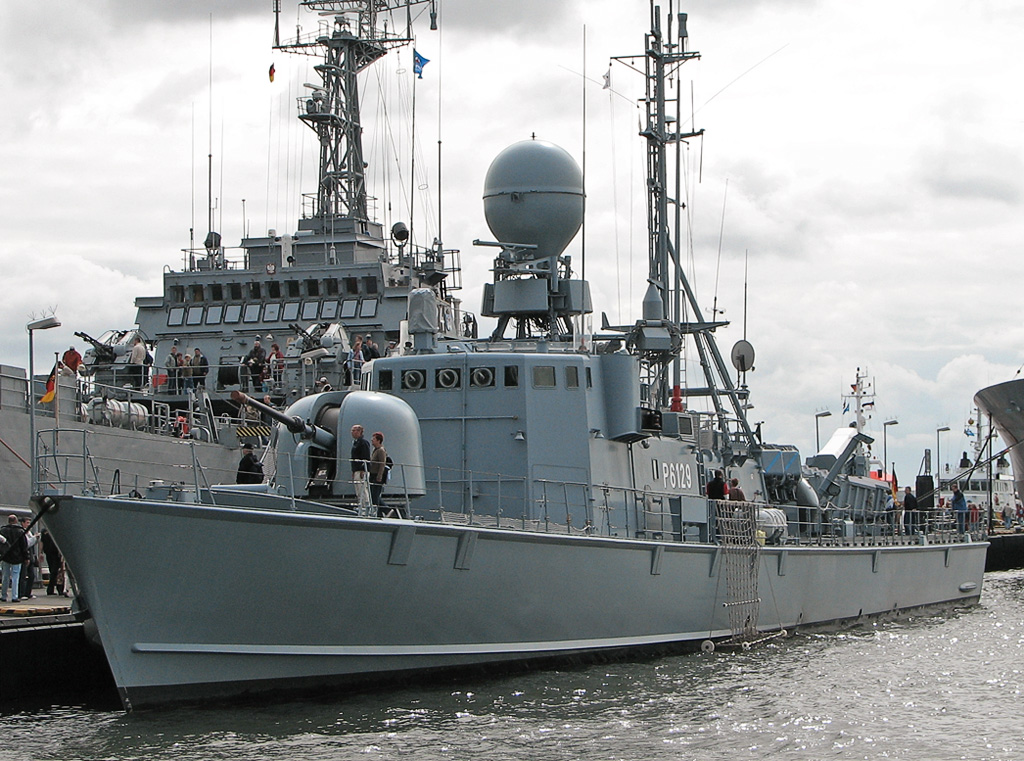
Dietro questa unità Typ 143 si intravede la massiccia sagoma di una Rhein, con i cannoni binati da 40mm.

La classe Rehin è una classe di rifornitori in servizio presso la Bundesmarine, la marina militare tedesca, composta da otto unità entrate in servizio a partire dal 1962; si tratta di navi logistiche da rifornimento per la flotta e il supporto, in particolare delle flottiglie di unità leggere. 
Benché navi da rifornimento con scafo piuttosto piccolo, le unità classe Rheine sono dotate di un buon armamento, che risulta molto nettamente anche nel loro profilo, costituito da un cannone da 100 mm a prua, uno a poppa, 2 impianti singoli di mitragliere Bofors da 40mm a prua e altrettanti a poppa; queste caratteristiche rendono tali unità idonee a ricoprire compiti consoni a quelli di una fregata.